# Иероним (Кирилов)
Архимандрит Иероним (в миру Иван Кирилов; 1765—1829) — архимандрит Русской православной церкви; педагог, ректор Пермской духовной семинарии и Томского уездного и Томского приходского духовных училищ.

## Биография
Иван Кирилов родился в 1765 году; происходил из духовного звания, великороссиянин. Образование получил в Тобольской духовной семинарии, и по окончании курса в ней был в 1786 году рукоположен во священника Русской церкви. 
2 марта 1803 года он был переведен в Пермь кафедральным протоиереем. 
9 февраля 1813 года Иван Кирилов принял монашество с именем Иероним и 10 февраля был посвящен во игумена Верхотурского Николаевского монастыря и вслед за тем назначен префектом и учителем философии, а затем богословия, в Пермской духовной семинарии; некоторое время был и её ректором. 
19 августа 1818 года Иероним Кирилов был назначен архимандритом томского Богородице-Алексеевского монастыря. Стал также первоприсутствующим в духовном правления Томска, смотрителем Томского духовного приходского училища и ректором томских уездного и приходского духовных училищ.
Иероним Кирилов скончался 22 июня (4 июля) 1829 года.